# ベルリン-ハンブルク線
ベルリン-ハンブルク線 （ベルリン-ハンブルクせん、ドイツ語: Berlin-Hamburger Bahn）は、ドイツ連邦共和国の首都ベルリンのベルリン中央駅からブランデンブルク州、メクレンブルク＝フォアポンメルン州およびシュレースヴィヒ＝ホルシュタイン州を経てハンブルクのハンブルク中央駅に至る全長286kmのドイツ鉄道の路線である。

## 概要
ドイツで最初の高速化改良路線であり、列車の最高速度は230km/hである。最速列車はドイツの二大都市を平均時速約190km/hで結ぶ。
1844年5月6日にベルリン・ハンブルク鉄道株式会社（ドイツ語: Berlin-Hamburger Eisenbahn-Gesellschaft）によって建設が開始され、1846年12月15日にベルリン・ハンブルク駅（1884年にベルリン・レールテ駅から改称）からシュパンダウ、ノイシュタット（ドッセ）、ヴィッテンベルゲ、ルートヴィヒスルスト、ビューヒェンを経由してハンブルク・ベルリン駅に至る路線として開業した。

## 歴史

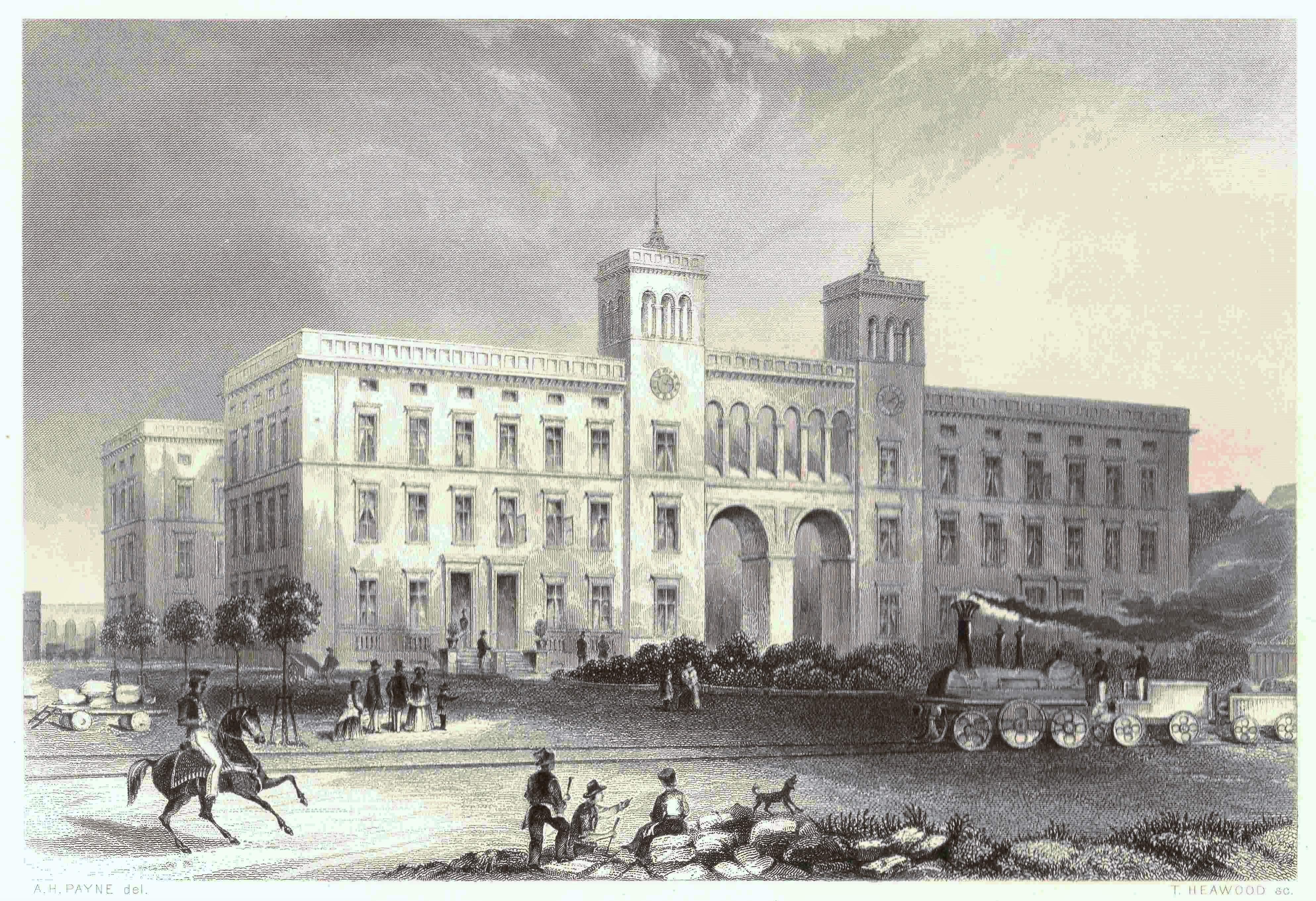
1850年当時のベルリン・ハンブルク駅

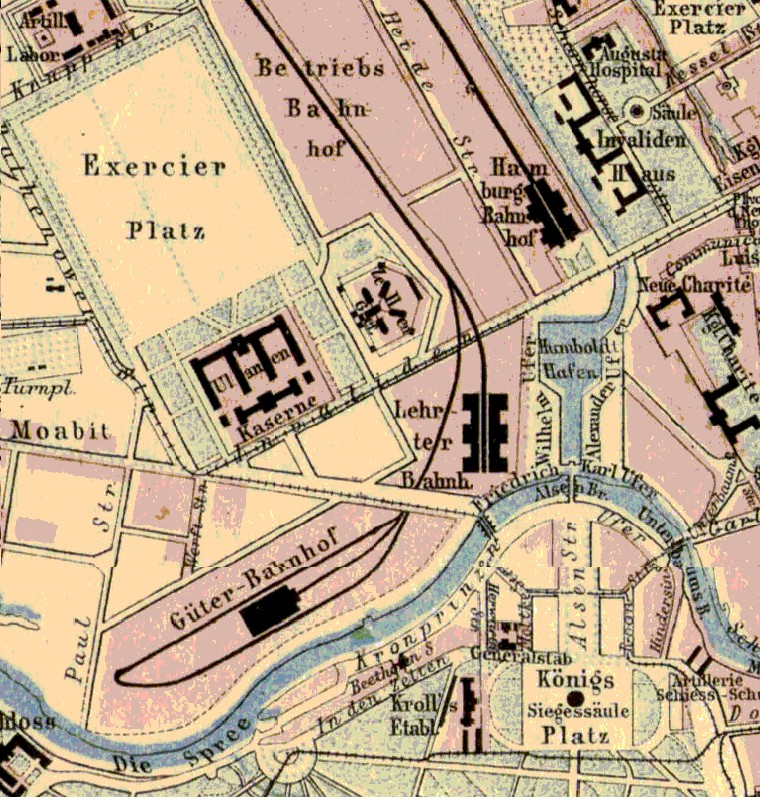
ベルリンにおけるハンブルク駅とレールテ駅の位置関係 （1875年）

ドイツ連邦のうち自由ハンザ都市ハンブルク, デンマーク国王によって統治される2つの公爵領（ホルシュタインおよびザクセン＝ラウエンブルク）、メクレンブルク＝シュヴェリーン、プロイセン王国を経由する路線として計画された。ベルゲドルフが自由ハンザ都市であるリューベックおよびハンブルクによる共同統治地域になったことで、リューベックも建設に関与することになった。1841年11月8日にこれらの諸国が経路および関税に関する条約に署名した。資本金の一部を寄付するハンブルクおよびメクレンブルクはベルリン・ハンブルク鉄道株式会社（ドイツ語: Berlin-Hamburger Eisenbahn-Gesellschaft）の設立と鉄度建設に当たっての事前の必要条件であるとの意向を示した。1844年には総計800万ターラーに達する最初の10%の資本金が集まったことからルートヴィヒスルストの近くで直ちに建設工事が開始された。ピーク時には1万人もの建設労働者が雇われた。
1846年10月15日に最初の区間としてベルリン - ボイツェンブルク間222kmが開業した。ハンブルク - ベルゲドルフ間は旅客輸送は1842年5月16日、貨物輸送は同年12月28日に開始された。1846年12月15日にはボイツェンブルク - ベルゲドルフ間が完成して全線開業した。ハンブルク・ベルゲドルフ鉄道株式会社はベルリン・ハンブルク鉄道株式会社を併合した。
開業当初はベルリン - ハンブルク間に9時間を要した。4両の蒸気機関車（ハンザ号、コンコルディア号、フォアヴェルツ号、ゲルマニア号およびアマゾネ号）、33両の1等・2等客車43両の3等客車が用意された。最初の1年で約50万人が利用し、開業から20年の間に年間営業収入は89万ターラーに倍増した。産業化とベルリンおよびハンブルクの人口増加によって貨物収入も年を経るごとに急速に増加した。1875年にハンブルク・ベルリン駅の600m東方にリューベック・ハンブルク線にハンブルク・リューベック駅が開業した。1884年1月1日に国有化され、プロイセン邦有鉄道の一部になった。

### 高速化および世界記録

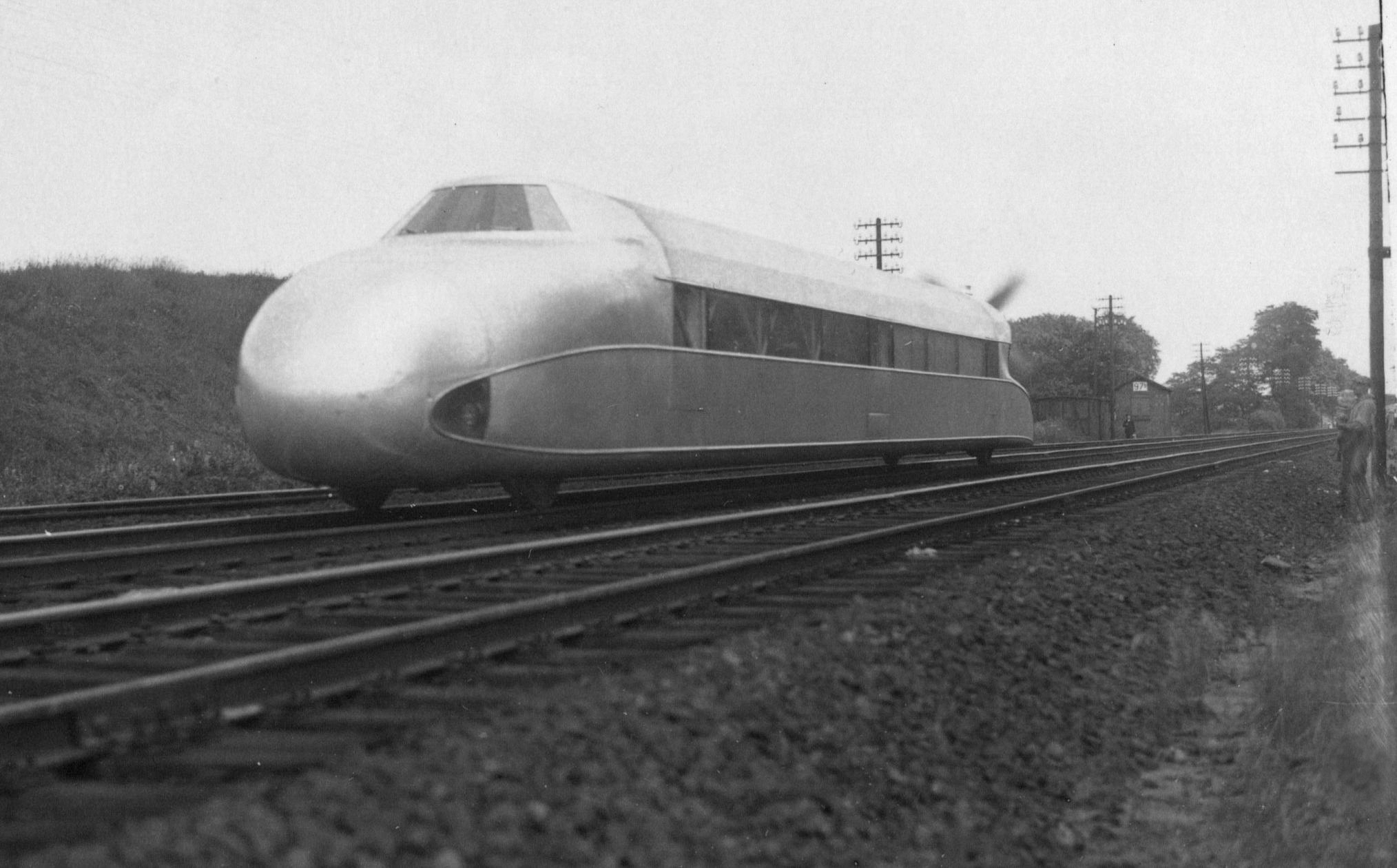
試運転中のシーネンツェッペリン（1931年）

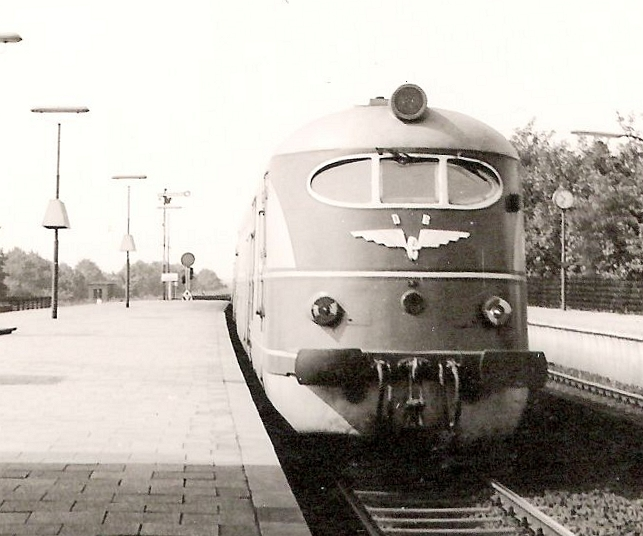
東ドイツ国鉄VT 12.14型ディーゼル機関車に牽引された回廊列車（1959年7月）

1931年6月21日にはシーネンツェッペリン（レールツェッペリン）の試験車がハンブルク・ベルゲドルフ駅 - ベルリン・レールテ駅間257kmを98分で走行することに成功した。カールシュテット - ヴィッテンベルゲ間では230km/hに到達し世界記録を達成した。この記録は1955年まで更新されることはなかった。しかしながら、運行の上でプロペラに問題があったことなどから実用化には至らず1934年7月を最後に運転されることはなくなった。1936年5月11日には05 002号機3両の客車を牽引した状態での試運転でヴィエッツニッツ - パウリーネンアウエ間で蒸気機関車の世界最高記録である200.4km/hに到達した。
1933年5月15日にはフリーゲンダー・ハンブルガーの運行が開始され、ベルリン・レールテ駅 - ハンブルク中央駅間286.8kmを2時間18分、平均速度123km/hで結ぶようになった。これは当時の世界最高記録である。しかしながら、大多数の乗客は依然として3時間半から4時間を要する蒸気機関車牽引の急行列車を利用していた。 第二次世界大戦の勃発に伴い、軍事優先の輸送体系に転換を迫られたことから高速列車計画はここで打ち切られた。
1997年に至るまでベルリン - ハンブルク間をフリーゲンダー・ハンブルガー以上の速さで結ぶ列車は復活しなかった。2001年夏に同区間の標準所要時間が2時間8分、一部のICEはさらに短い所要時間になった。2004年12月2日に高速化工事が完成してからは所要時間が約1時間半に短縮された。

### 第二次世界大戦後
第二次世界大戦後は東西ドイツ分断の影響を大きく受けてあたかも複数の路線であるかのように分断された。ビューヒェン - シュヴァンハイデ間で東西ドイツ国境を、アルブレヒトスホフ - ゼーゲフェルト間で東ドイツと西ベルリンの境界を跨ぐようになった。東ドイツではソビエト連邦への賠償のために単線化された。それでもベルリンからシュヴェリーンやヴィスマールへ向かう国内列車のほか、西ドイツと西ベルリンをノンストップで結ぶ回廊列車などが運行される東ドイツの重要路線であった。 西ドイツ国鉄でも東西境界区間になったビューヒェン - シュヴァルツェンベーク間は単線化された。1950年代から60年代にかけては東ドイツ国鉄03形蒸気機関車がハンブルク＝アルトナ駅への回廊列車を牽引していた。1973年夏以降はビューヒェン駅で東西の機関車を交換するようになった。
1961年12月5日の夕方にはシュターケン付近にてベルリンの壁の一部として設置された有刺鉄線を列車ごと強行突破して東ドイツから西ベルリン領内に入る事件が発生した。事情を察知した乗客25人はそのまま西側に亡命し、他の乗客はそのまま東側に戻った。当時はベルリンの壁がまだ完全には強化されておらず、東ドイツ領内から西ベルリンに入る線路が残されていたためである。同日夜にその区間の線路は国境警備隊によって封鎖された。
結果として、ベルリン - ハンブルク間の回廊列車はベルリン外環状線経由に変更され、西ベルリンへの出入域はグリープニッツ駅にて行われるようになった。1960年代には国境管理や迂回区間、単線区間の存在が原因で2都市間の所要時間は6時間以上に増大するようになった。ビューヒェンを経由する東西ドイツ間の貨物列車の本数は制限され、東行きは1日当たり貨物列車24本と旅客列車5本、西行きは17本の貨物列車17本と5本の旅客列車5本となった。これによって生じたハンブルク地区の輸送力の空白はハンブルクSバーンに振り分けられた。
東西ドイツ分断前はハンブルクはベルリン方面、フレンスブルク方面、リューベック・ロストック方面、ハノーファー方面、ブレーメン方面の5方面への路線が分岐する交通の拠点であった。分断によってベルリン-ハンブルク線は西ドイツでの重要性を失い、ハンブルクの交通網は南北方向を中心とした体系に転換された。ハノーファー-ハンブルク線は1965年に、ハンブルク- ブレーメン線は1968年に電化され、後に両線の最高速度は200km/hに引き上げられた。1976年にはナウエンからの路線が再開業し、シュターケンに国境検問所が再設置された。これに前後してナウエン - ルートヴィヒスルスト間が複線化された。

### ベルリン近郊
ベルリン-ハンブルク線の近郊線はナウエンまで運行されていた。ナウエン近郊線およびヴスターマルク近郊線はベルリン・レールテ駅（現在のベルリン中央駅付近）から発着し、長距離列車と同じ線路かつ同様の扱いで運行されていた。両線はベルリンSバーンで第二次世界大戦前に唯一電化されなかった路線である。1951年にファルケンゼーから環状線までの区間は第三軌条方式で電化され、1950年代末まで運行されていた。
1961年8月13日のベルリンの壁建設後は厳しい状況に晒された。ファルケンゼーおよびハーフェルラントから東ベルリンへ向かうは西ベルリンを大きく迂回するベルリン外環状線、いわゆるスプートニク列車を利用する必要があった。
2014年現在、ナウエンからシュパンダウ経由でベルリンに至る2本の普通列車が存在する。RB10系統は元々のナウエン近郊線の経路で運行されており、ユングフェルンハイデ経由でベルリン中央駅に至る。RB14系統はベルリン市街線を経由してベルリン市街を横断し、ベルリン・シェーネフェルト空港に至る。

### ハンブルク近郊
ベルリン-ハンブルク線の長距離列車が減少したことからハンブルク側ではSバーンが整備された。1959年にベルゲドルフ駅までの区間が、1969年にはアウミューレまでの区間が直流750V、第三軌条方式で電化された。1967年にハンブルク運輸連合が設立されるとこの区間はS2号線（現在はS21号線）と名付けられた。

### ベルリンの壁崩壊後
ベルリンの壁崩壊後の1990年8月1日にマックス・リーバーマン号が運行開始され、かつてはTEEに用いられていたDB601型気動車によって牽引された。しかしながら9月28日で運行を終了し、その後は東ドイツ国鉄132型ディーゼル機関車および西ドイツ国鉄のTEE/IC用客車が使用された。1991年には1日4往復、翌92年には2時間おきに運行されるようになった。これによってベルリン - ハンブルク間の所要時間が約4時間に短縮された。

### 高速化工事
1990年代初頭にドイツ政府はベルリン - ハンブルク間に磁気浮上式鉄道を建設する計画を打ち出した。ベルリン-ハンブルク線の改良については次の2つの案が考案された。
一つ目はベルゲドルフ - シュパンダウ間の新線である。建設費用が約60億マルク、所要時間は300km/h運転の場合は67分、350km/h運転の場合は61分と試算された。この計画は経済的事情により却下された。もう一つはベルリン-ハンブルク線の高速化（220km/h対応化）である。更にボルツェンブルク - クーブランク間に83kmの新線（300km/h対応）を建設、総延長を16km短縮する案であり、ハンブルク - ベルリン間の所要時間は82分、建設費用は24億ドイツマルクと試算された。 ドイツ政府は1994年3月2日に磁気浮上式鉄道の建設を決定した。
全線の複線化、電化および160km/h運転が可能な最新の自動列車保安装置の設置を軸とした高速化工事は1991年に開始され、1997年までに完成予定とされた。まず1992年7月14日にはルートヴィヒスルスト - ビューヒェン間の電化が行われた。1993年にはファルケンゼー - アルブレヒトスホフ間の運行を一時休止し、ファルケンゼー - シュパンダウ間の改良工事を完成させた。旧アルブレヒトスホフ駅は廃止され、新駅は80m移設された。1995年5月28日にはこの区間の工事が終了した。ファルケンゼー - ナウエン間の新たな複線はかつてぼ単線の南側に建設された。旧線跡はベルリン - ファルケンゼー - ナウエン間のSバーン建設用地として確保された。同年にほぼ全線の再複線化工事が行われたほか、1996年秋にはハンブルク - ナウエン間が電化されベルリン - ハンブルク間の所要時間は約160分にまで短縮された。1997年5月22日には全線の電化が行われた。5月29日にはハンブルク - ベルリン間のICEの所要時間は2時間15分になった。1998年までに高速化工事に45億ドイツマルク（約23億ユーロ）が投資された。これらの高速化工事は当初は最高速度を160km/hに引き上げるのみであったが、将来的な200km/h運転も考慮されていた。
高速化工事の実現によってトランスラピッドの計画は棚上げされた。1996年から2000年にかけて行われた調査ではベルリン - ハンブルク間を最高速度400km/h、60分未満で結ぶ計画に39 - 45億ユーロ必要であると試算された。この計画は2000年に中止されることになった。1999年末までにドイツ鉄道は既にトランスラピッド計画が頓挫した場合の代替案を内密に準備していた。ベルリン - ハンブルク間は最高速度200km/hの場合は2時間未満、230km/hの場合は90分で結ぶことが可能であるとの試算が出た。 実現には70近くの踏切の撤去が必要であり、費用は7億ドイツマルク（約3.5億ユーロ）と概算された。2000年末にはICEが1日当たり3往復増便された。
2000年には最速列車はベルリン -ハンブルク間を2時間8分で結ぶようになった。2000年2月にトランスラピッド計画の中止が発表されてから、連邦政府は263kmの区間の最高速度を160km/hから230km/hに引き上げる工事（第二段階）に10億ドイツマルク（約5億1100万ユーロ）の助成金を出した。本来は最高速度は200km/hがドイツにおける在来線の高速化の上限ではあるが、所要時間を90分に短縮するために必要であることから特例で最高速度を230km/hにすることが認められた。また、ドイツでは初めてのホームドアも設置された。
大規模な工事は2002年に開始された。踏切は全て撤去され、56箇所の立体交差に置き換えられた。ドイツの高速路線に設置が義務付けられているLZB（連続列車制御装置）が設置され、更に162箇所の分岐器が交換された。これらの工事は2003年夏に11週間もの間運休させて行われた。ヴィッテンベルゲ駅でさえ160km/hで通過可能なように大規模な改造工事が行われた。2004年12月ダイヤ改正を以て高速化工事は完成した。この第二段階には最終的に約6.5億ユーロ投資された。

### 乗客数
ICEの運行が開始された1997年には1日当たり約6,000人であったが、2007年5月には1日当たり約1万人であり、10年間で大幅に増加した。

### 今後の見通し
将来的にはシュパンダウ駅止まりのSバーンが少なくともファルケンゼー駅までは延伸される計画であることから、当該区間のレギオナルバーンは廃止される見込みである。